# Jaele Patrick
Jaele Patrick (* 4. März 1988 in Lilydale) ist eine australische Wasserspringerin, die im Kunstspringen vom 1-m- und 3-m-Brett aktiv ist.
Patrick kam beim Verein Gannets Diving Club zum Wasserspringen, wo sie zunächst von Matthew Adamson, später von Jay Lerew trainiert wurde. Erste Erfolge errang sie 2006, als sie im Kunstspringen mehrere nationale Juniorentitel gewinnen konnte. Nach ihrem Schulabschluss bekam Patrick ein Sportstipendium an der Texas A&M University, wo sie Kommunikationswissenschaft und Sportmanagement studiert. Durch das professionelle Training verbesserte sich Patrick weiter und nahm bei den Commonwealth Games 2010 in Delhi an ihren ersten internationalen Titelkämpfen im Erwachsenenbereich teil. Im Einzel vom 3-m-Brett und zusammen mit Olivia Wright im 3-m-Synchronspringen gewann sie jeweils die Bronzemedaille. Erfolgreich verlief auch das Jahr 2012. Patrick konnte zunächst vom 3-m-Brett ihren ersten Titel bei den US-amerikanischen Collegemeisterschaften gewinnen, später qualifizierte sie sich bei der australischen Olympiaausscheidung mit Rang zwei vom 3-m-Brett für die Olympischen Spiele in London.